# Amt Hausberge (Fürstentum Minden)

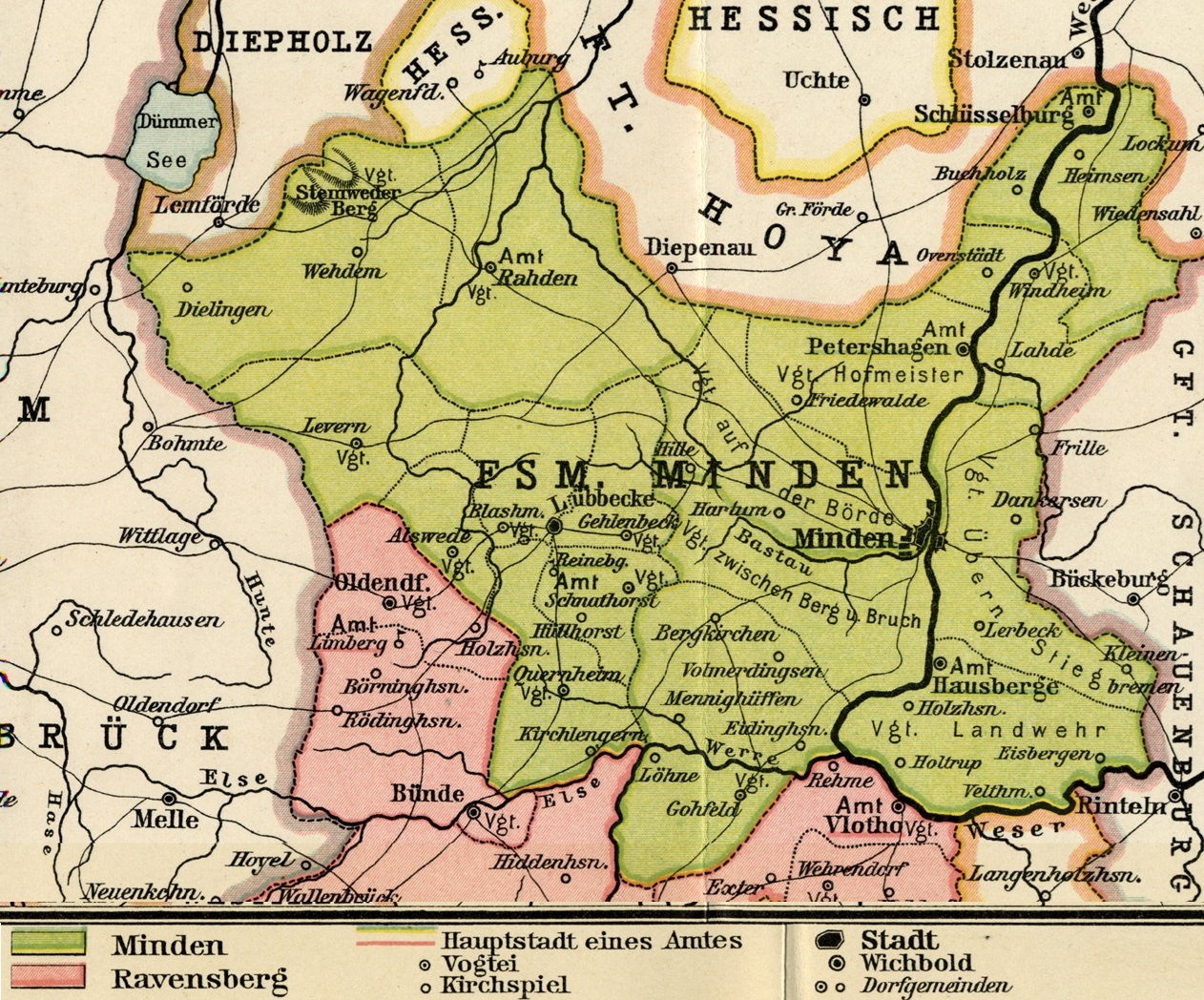
Das Fürstentum Minden mit seinen Ämtern und Vogteien

Das Amt Hausberge war eines der fünf Ämter des bis 1807 bestehenden Fürstentums Minden. Sein Gebiet gehört heute zu den Kreisen Minden-Lübbecke und Herford in Nordrhein-Westfalen.

## Geographie
Das Amt erstreckte sich südlich und östlich von Minden beiderseits der Weser und reichte im Südwesten bis zur Stadtgrenze von Herford. Der Südwesten des Amtes wurde vom Wiehengebirge durchzogen und der Südosten vom Wesergebirge. Im 18. Jahrhundert grenzte das Amt im Westen an das Reineberg, im Norden an das Rahden, im Osten an die Grafschaften Schaumburg-Lippe und Schaumburg sowie im Süden an die Grafschaft Lippe und die Grafschaft Ravensberg. Seine Fläche betrug ca. 325 km².

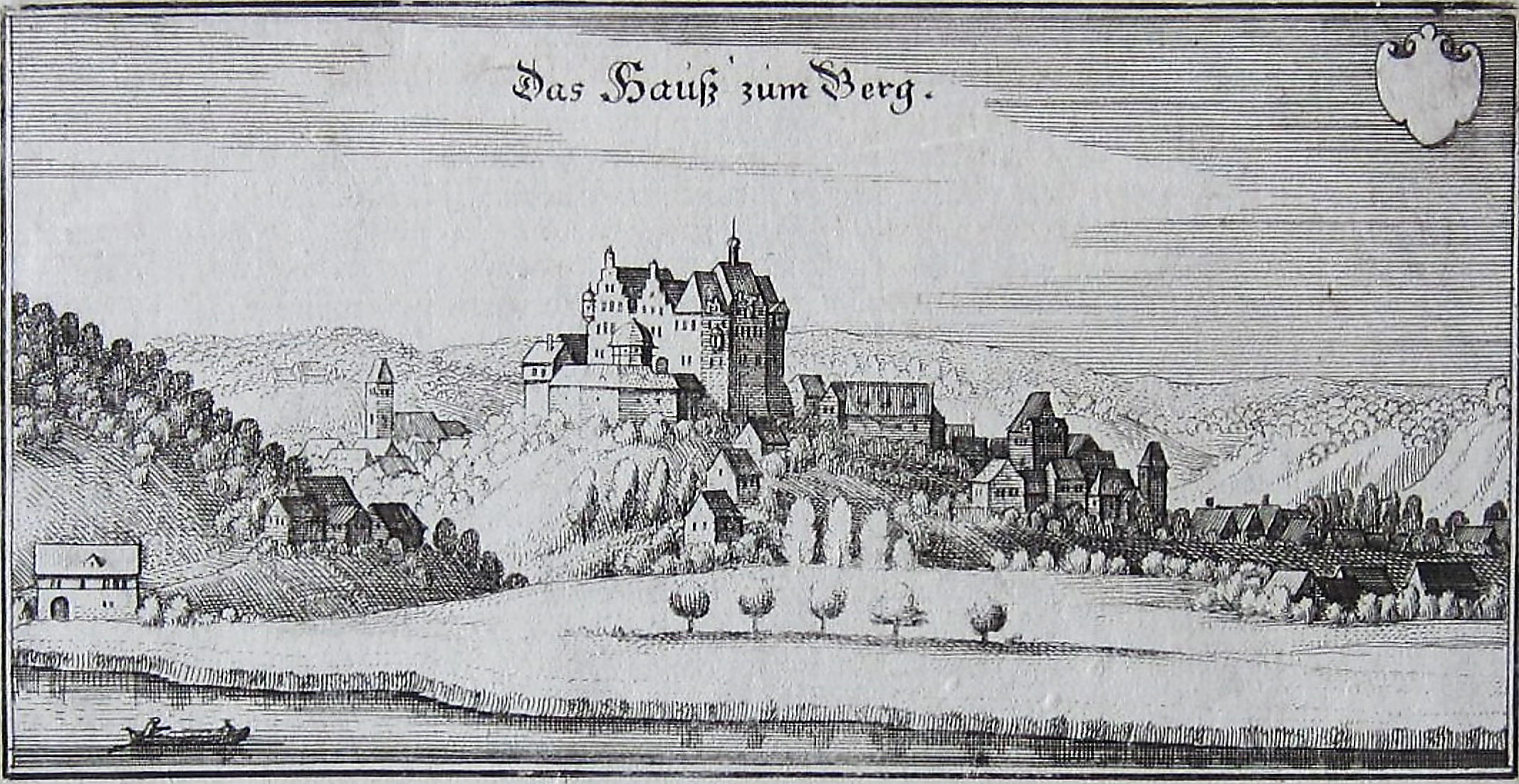
Die Schalksburg auf einem Kupferstich von 1640

## Geschichte
Die an der Porta Westfalica gelegene Schalksburg fiel 1398 an das Hochstift Minden und wurde eine der mindischen Landesburgen. Unterhalb der Burg entwickelte sich das Städtchen Hausberge, das Hauptort des gleichnamigen Amtes wurde. Das Hochstift Minden wurde 1648 säkularisiert und gelangte als Fürstentum Minden in den Besitz von Brandenburg-Preußen. Die Schalksburg wurde Anfang des 18. Jahrhunderts abgerissen.
Im Zuge der Neuordnung Deutschlands durch Napoleon I. wurde das Fürstentum Minden 1807 dem Königreich Westphalen eingegliedert. Das Gebiet des Amtes Hausberge fiel an die nach französischem Muster eingerichteten Kantone Haddenhausen, Hausberge, Reineberg und Windheim im Distrikt Minden. Nachdem das Gebiet des alten Amtes Hausberge 1813 wieder an Preußen gefallen war, kam es 1816 im Wesentlichen zu den neuen Kreisen Bünde und Minden der Provinz Westfalen; lediglich die Bauerschaft Falkendiek kam zum neuen Kreis Herford.

## Gliederung
Das Amt Hausberge war in die vier Vogteien Berg und Bruch, Gohfeld, Landwehr und Übernstieg gegliedert:

### Vogtei Berg und Bruch
Zur Vogtei Berg und Bruch, auch Vogtei zwischen Berg und Bruch genannt, gehörten die Bauerschaften Barkhausen, Dützen, Eickhorst, Haddenhausen, Häverstädt, Oberlübbe, Rothenuffeln und Unterlübbe, der Bergwerksort Bölhorst sowie das adlige Gut Haddenhausen. Ihr Name bezog sich auf die Lage zwischen dem Wiehengebirge im Süden und der feuchten Bastauniederung im Norden.

### Vogtei Gohfeld
Zur Vogtei Gohfeld gehörten das Kirchdorf Bergkirchen, die Bauerschaften Bischofshagen, Bröderhausen, Dehme, Depenbrock, Eidinghausen, Falkendiek, Grimminghausen, Jöllenbeck, Löhne Beck, Löhne Königlich, Melbergen, Mennighüffen, Obernbeck, Volmerdingsen, Werste und Wulferdingsen sowie die adligen bzw. kirchlichen Güter Beck, Gohfeld, Ovelgönne, Schockenmühle, Ulenburg und Wedigenstein.

### Vogtei Landwehr
Zur Vogtei Landwehr gehörten die Stadt Hausberge, die Bauerschaften Costedt, Eisbergen, Fülme, Holtrup, Holzhausen, Lohfeld, Möllbergen, Uffeln, Veltheim, Vennebeck und Vössen sowie die adligen bzw. kirchlichen Güter Amorkamp, Eisbergen, Holzhausen und Schierholz. Ihr Name bezieht sich auf die Grenzbefestigungen und Landwehren auf dem Gebiet der Vogtei.

### Vogtei Uebernstieg
Zur Vogtei Uebernstieg gehörten die Bauerschaften Aminghausen, Päpinghausen, Dankersen, Frille, Hasenkamp, Kleinenbremen, Lerbeck, Leteln, Meißen, Nammen, Neesen, Wietersheim und Wülpke sowie das adlige Gut Wietersheim. Ihr Name beruht darauf, dass man von dem Amtssitz auf der Schalksburg nur über einen schmalen Stieg zu den Orten der Vogtei gelangen konnte, gemeint ist damit höchstwahrscheinlich der Übergang über das Wesergebirge: Die Schalksburg liegt südlich, die Bauernschaften alle nördlich.

## Einwohnerzahlen
Die Vogteien und das gesamte Amt hatten 1788 die folgenden Einwohnerzahlen:
| Vogtei Berg und Bruch | 03.426 |
| Vogtei Gohfeld        | 07.215 |
| Vogtei Landwehr       | 04.411 |
| Vogtei Uebernstieg    | 02.924 |
| Amt Hausberge         | 17.976 |

## Drosten
Als Vertreter des jeweiligen Landesherren des Hochstifts bzw. des Fürstentums Minden stand dem Amt Hausberg ein Drost vor. Die Drosten des Amtes sind nur unvollständig und ohne genaue Angabe ihrer Amtszeit überliefert.
16. Jahrhundert
- Stacius von Münchhausen
- Rudolf von Holle

17. Jahrhundert
- Heinrich Wilhelm von Gürtzgen
- Christoph Hilmar von Grapendorf

18. Jahrhundert
- Johann Wilken von der Bussche
- Wilhelm Ludwig Gustav von Wartensleben
- Albrecht Ehrentreich von Rohr